# Lispocephala brunneifrons
Lispocephala brunneifrons är en tvåvingeart som beskrevs av Hardy 1981. Lispocephala brunneifrons ingår i släktet Lispocephala och familjen husflugor. Inga underarter finns listade i Catalogue of Life.